# Diözese von Plowdiw

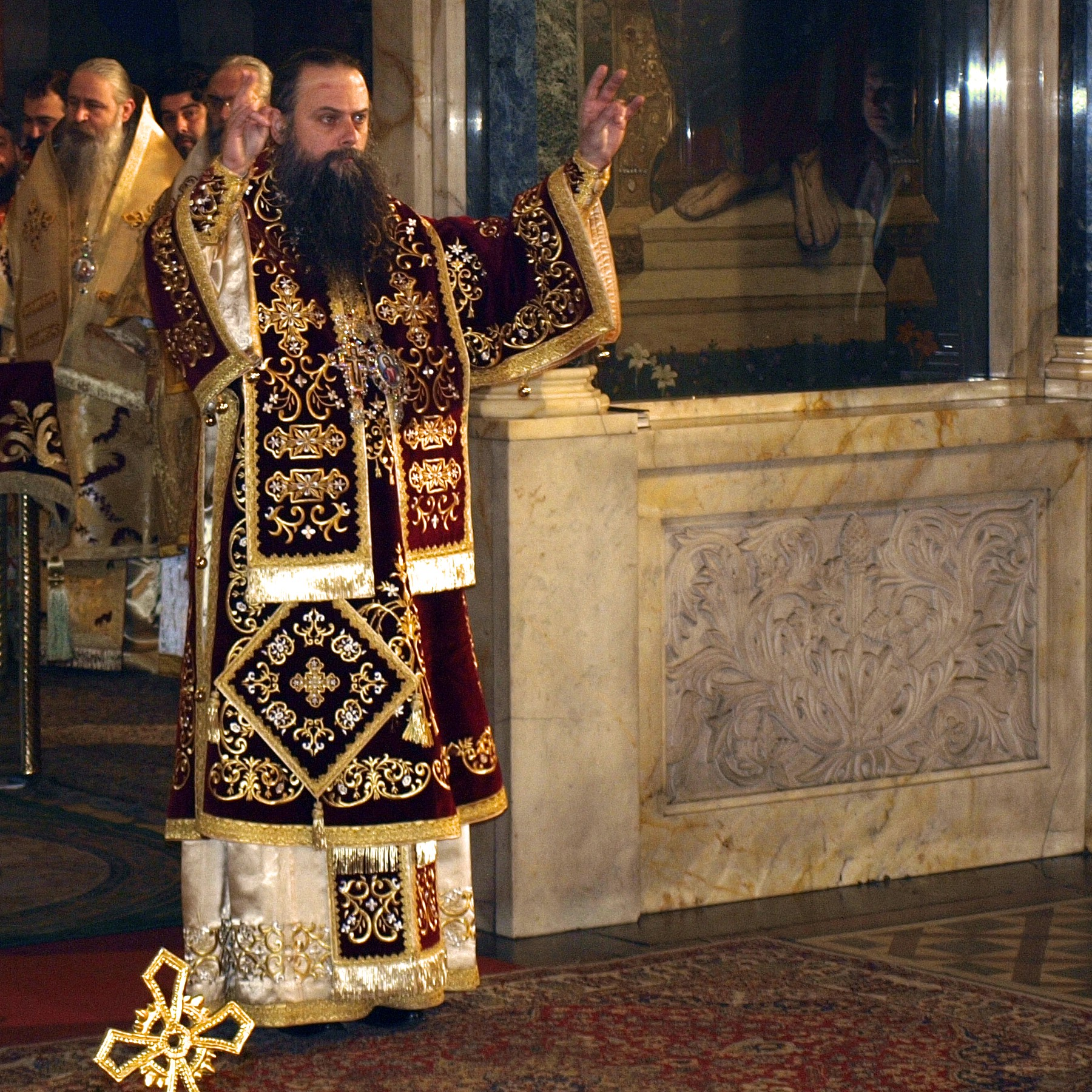
Nikolaj, Metropolit der Diözese Plowdiw seit 2007

Die Diözese Plowdiw (bulgarisch Пловдивска епархия Plowdiwska Eparchija) ist eine Eparchie (Diözese) der Bulgarisch-orthodoxen Kirche mit Sitz in Plowdiw. Die Diözese ist eine der größten in Bulgarien und teilt sich heute in neun Okolii: Assenowgrad, Chaskowo, Pasardschik, Panagjurischte, Karlowo, Smoljan, Iwajlowgrad, Peschtera und Plowdiw.

## Metropoliten der bulgarischen Orthodoxe Kirche
- Paisij (1857–1861), 1857 als Metropoliten des Ökumenischen Patriarchates eingesetzt, sagte sich 1860 mit der Osteraktion von diesem ab und erkannte die Bulgarische Kirche als Oberhaupt an[1]
- Panaret (1861–1872), 1861 als Metropoliten des Ökumenischen Patriarchates eingesetzt, sagte er sich 1868 von diesem ab und erkannte die Bulgarische Kirche als Oberhaupt an[1]
- Panaret (1872–1883), mit der Gründung des Bulgarischen Exerchats 1870, erster Metropolit der bulgarischen Kirche[1]
- Nathanael (1891–1906)[1]
- Maksim (1906–1932)[1]
- Kiril (1938–1969)[1]
- Warlaam (1969–1986)[1]
- Arsenij (1987–2006)[1]
- Nikolaj (2007–)[1]

## Kirchenbauten (Auswahl)
- Kloster[2]
  - Kloster Batschkowo
  - Kloster Kritschim
  - Kloster Kalofer

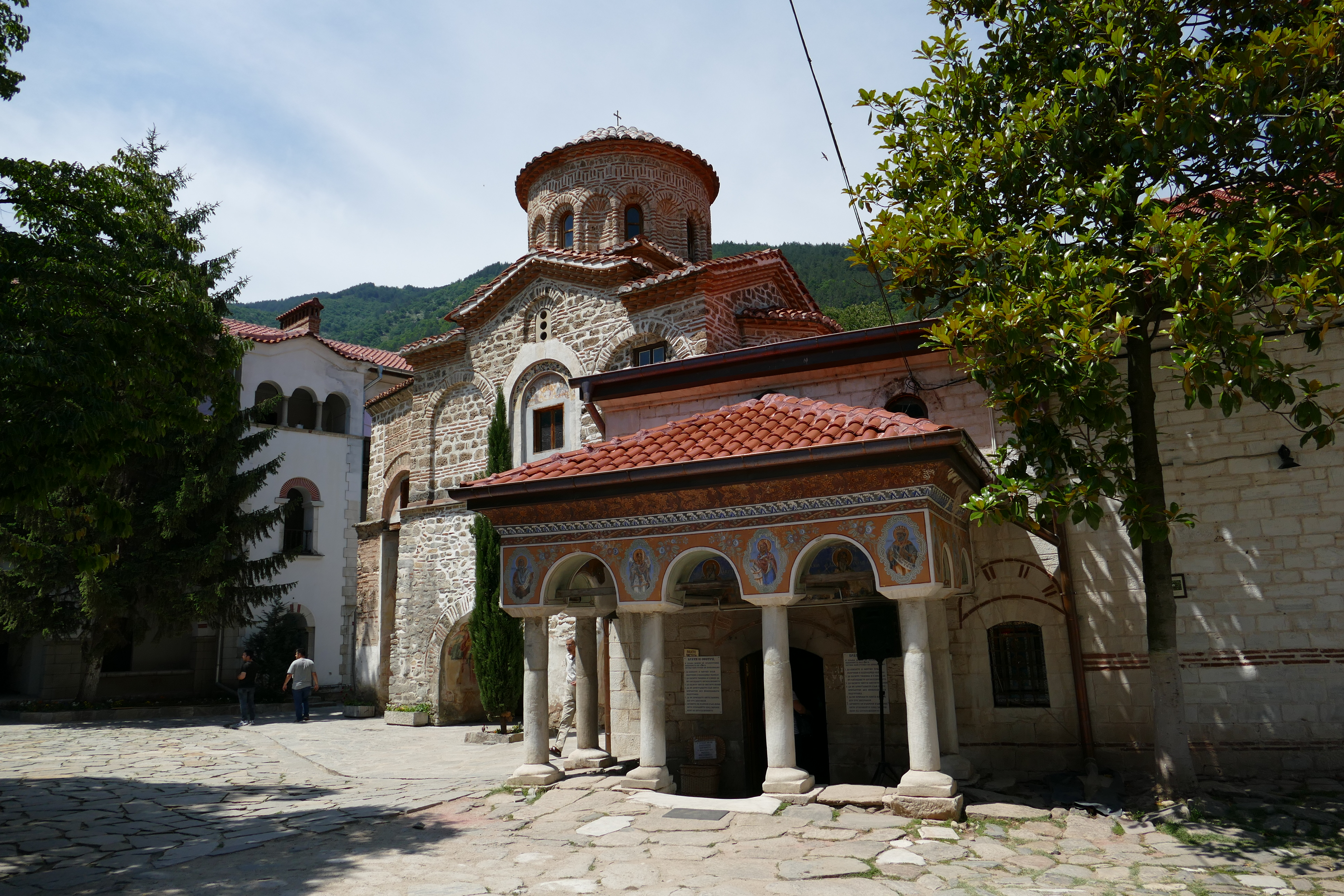
Kloster Batschkowo

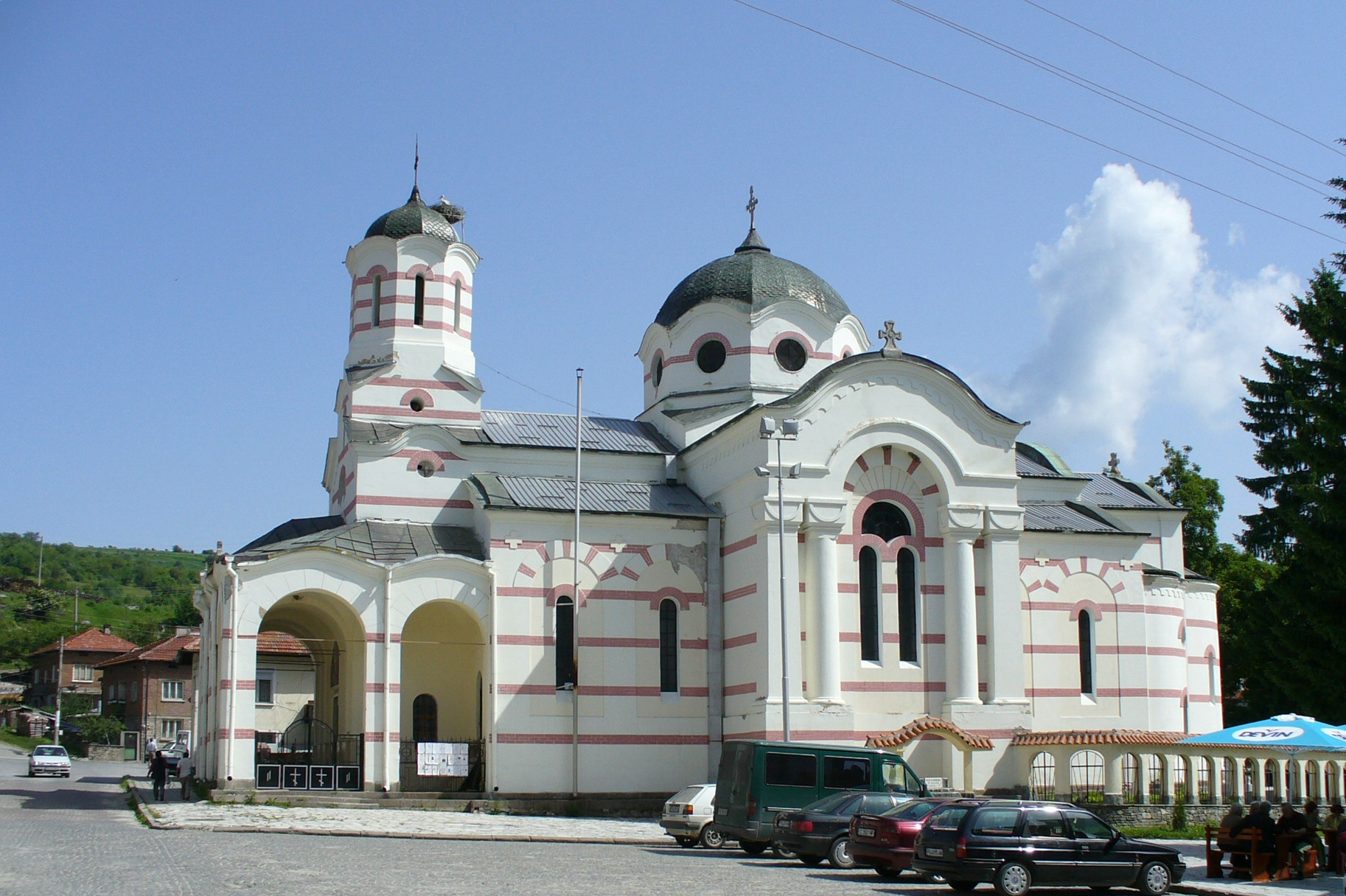
Die „Neue“-Kirche Sweti Dimitar-Kathedrale in Batak

  - Kloster Johannes der Täufer in Kardschali

- Kirchen[3]
  - Die Hl. Konstantin und Elena in Plowdiw
  - Die Mariä-Himmelfahrt-Kirche in Plowdiw
  - Die Kliment-von-Ohrid-Kirche in Plowdiw